# Pereto
Pereto (Pirìtu in dialetto marsicano) è un comune italiano di 641 abitanti della provincia dell'Aquila in Abruzzo.

## Geografia fisica
(Il motto del paese)
Pereto è posto al confine della Marsica con il Lazio. Il centro abruzzese è situato a quota 800 m s.l.m., alle falde del monte Fontecellese (1632 m s.l.m.) lungo la catena dei monti Carseolani. Il castello medievale, situato sulla parte superiore del paese, domina la sottostante piana del Cavaliere.

## Storia

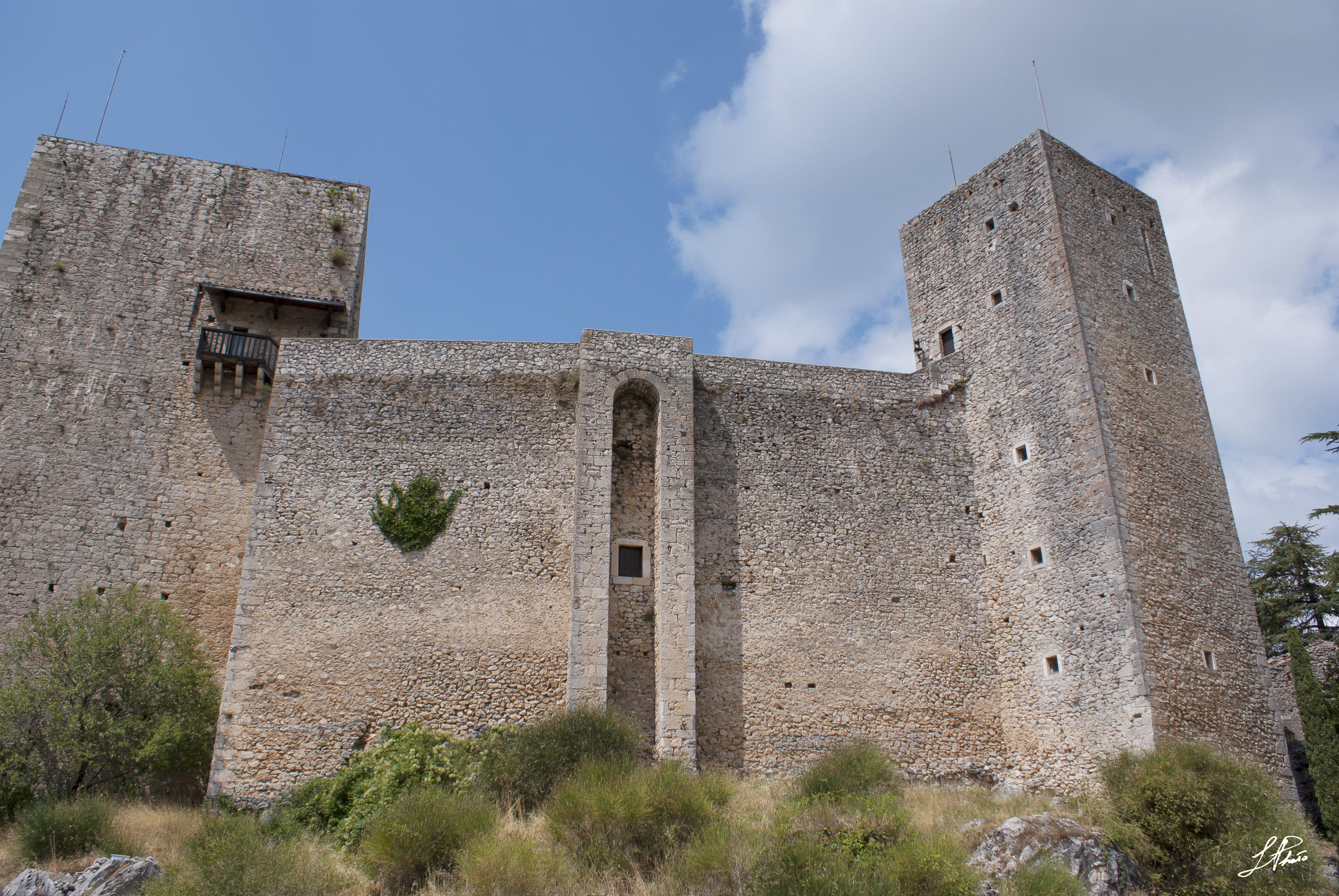
Castello medievale di Pereto

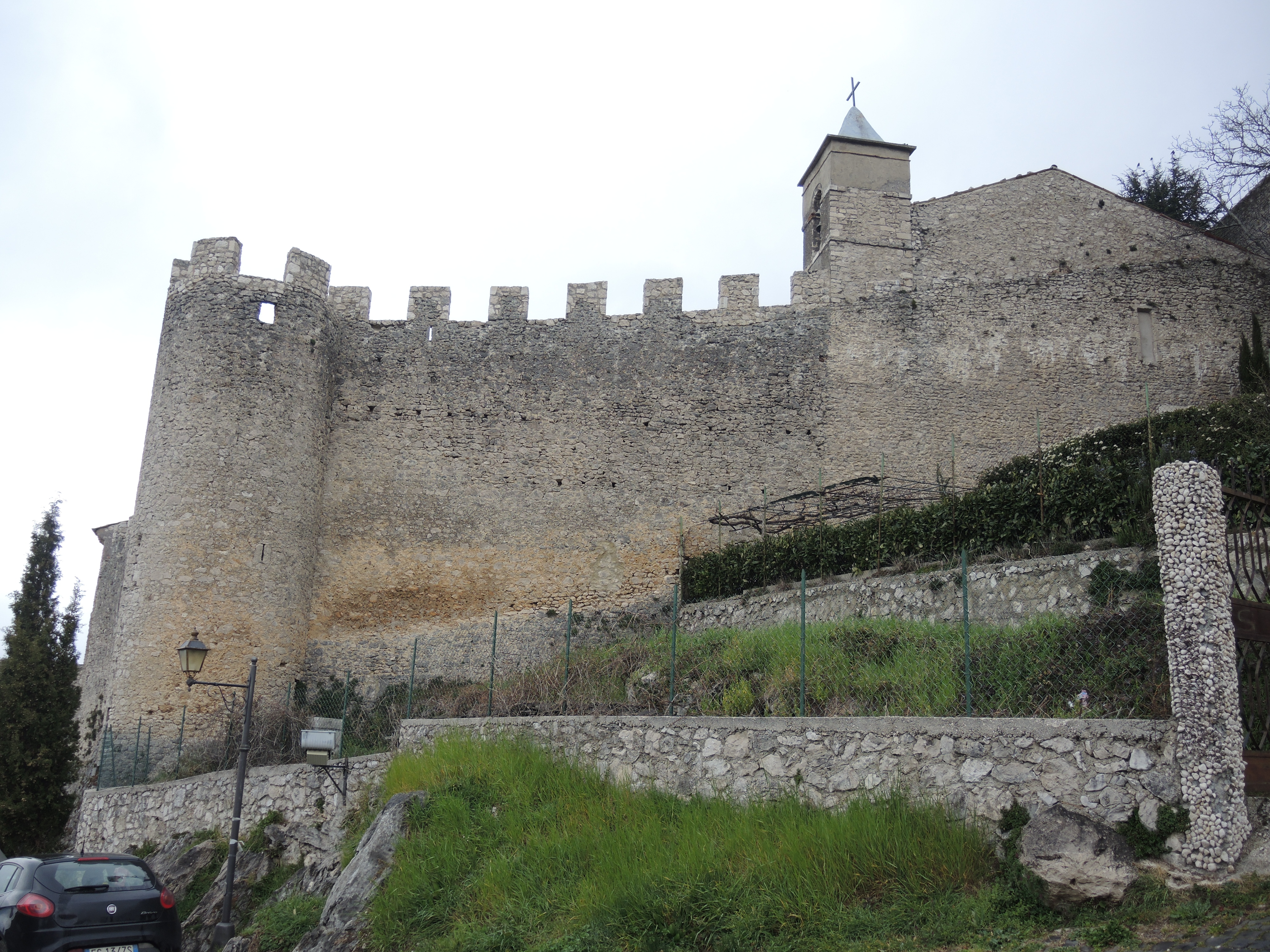
Mura del castello

Reperti di epoche anteriori testimoniano con certezza lo stanziamento umano continuativo nei suoi luoghi dall'epoca preistorica. In epoca preromana era considerato da Equi e Marsi un importante punto strategico, geografico e di passaggio. Le prime notizie documentate dell'antico centro della Marsica risalgono con certezza all'anno 955 in cui Aligerno, abate di Montecassino concesse a Rainaldo Berardi la chiesa di San Silvestro in Perito o Pireti, toponimi che nel Medioevo indicavano il borgo contemporaneo.
Nel 1096 il castello di Pereto compare tra i beni donati all'abbazia di Montecassino dalla contessa di Carsoli, Aldegrima del fu Pandolfo (principe di Capua), vedova del conte marsicano Rainaldo, morto durante la prima crociata. Nel 1097, infatti, il castello è compreso nell'elenco dei possedimenti confermati all'abate cassinese Oderisio da una bolla di Papa Urbano II.
La nobile famiglia proveniente dall'Umbria dei De Ponte (o Da Ponte) è stata in possesso di Pereto, unitamente ad altri feudatari, dalla seconda metà dell'XI secolo fino ai primi anni del 1400. Tra l'XI e il XV secolo il borgo fu incluso per lunghi periodi tra le pertinenze dapprima dell'abbazia di Subiaco poi di Montecassino ed infine dell'abbazia di Farfa.
Nel Basso Medioevo il borgo ha seguito le vicende storiche delle contee di Albe e Tagliacozzo e della baronia di Carsoli. Dal 1405 in poi Pereto risultò sotto il controllo politico-amministrativo della nobile famiglia romana degli Orsini, a cui seguirono a partire dagli ultimi anni del XV secolo i Colonna che governarono il territorio fino al 1806, anno in cui venne definitivamente abolito il sistema feudale.
Nel corso del Quattrocento e del Cinquecento il paese diede i natali a note personalità del mondo cattolico, come Antonio da Pereto, ministro generale O.F.M. dal 1405 al 1420, Ercole Antonio Vendetti, nobile del marchese di Priè e ambasciatore a Roma ed esponenti della famiglia Maccafani: Angelo, vescovo dei Marsi e governatore di Todi, di Cesena e nel 1468 tesoriere della Marca anconitana; e i vescovi dei Marsi, Francesco, Gabriele, Giacomo, Giovanni Dionisio ed Angelo Maccafani, primo vescovo di Lanciano (1516-1529) mentre Giorgio fu vescovo di Orte e Civita Castellana, dal 1498 al 1501 e di Sarno dal 1501 al 1516.
Pochi anni dopo l'eversione feudale nel 1811 i centri limitrofi di Oricola e Rocca di Botte vennero aggregati al comune centrale di Pereto per diventare comuni autonomi quasi un secolo dopo nel 1907.
Nella seconda metà dell'Ottocento il borgo fu al centro delle vicende legate al brigantaggio che provocò rivolte e tumulti nella piana del Cavaliere e in tutto il territorio del distretto di Avezzano prima e dopo l'Unità d'Italia.
Il terremoto della Marsica del 1915 causò gravi danni al patrimonio architettonico del borgo. Alla fine del XIX secolo con l'apertura della linea ferroviaria Roma-Pescara e soprattutto nel secondo dopoguerra, in linea con gli altri comuni montani del centro Italia, Pereto subì il fenomeno dello spopolamento causato dall'emigrazione soprattutto verso Roma e altre grandi città.

### Simboli
Il primo stemma di Pereto risale al 1694 mentre tra il 1743 e il 1818 vennero adottati altri due sigilli, il primo stemma riportava in basso la scritta UNIVERSITAS PERETI. Il 18 giugno 2000 sono stati presentati il nuovo stemma e il gonfalone.
Stemma: "D'azzurro, al pero sradicato, d'argento, coi quattro rami dello stesso decussati a due a due, i rami inferiori ridecussati con quelli superiori, fogliato di 13, di verde e fruttato di 7, d'oro. Ornamenti esteriori da Comune".
Gonfalone: "Drappo partito di verde e di bianco riccamente ornato e frangiato d'argento, caricato dallo stemma sopra descritto e con l'iscrizione Comune di Pereto centrata in oro. L'asta verticale è ricoperta di velluto dei colori del drappo, bianco e verde, le bullette argentate sono poste a spirale. Nella freccia è rappresentata una miniatura metallica dello stemma. La cravatta è composta di nastri che riportano i colori nazionali".

## Monumenti e luoghi d'interesse

### Architetture religiose

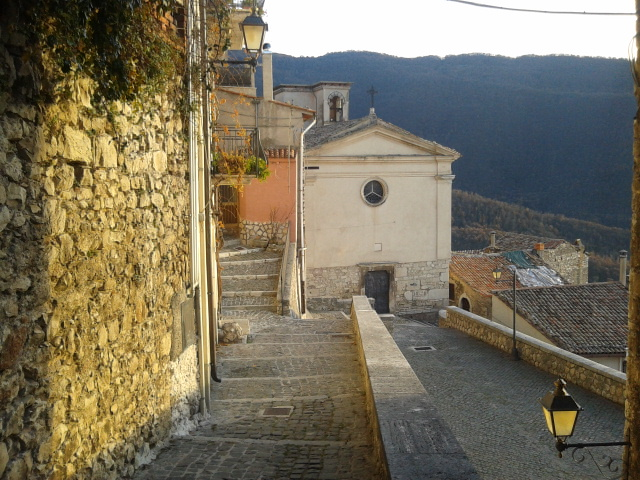
Veduta della chiesa di San Giorgio martire

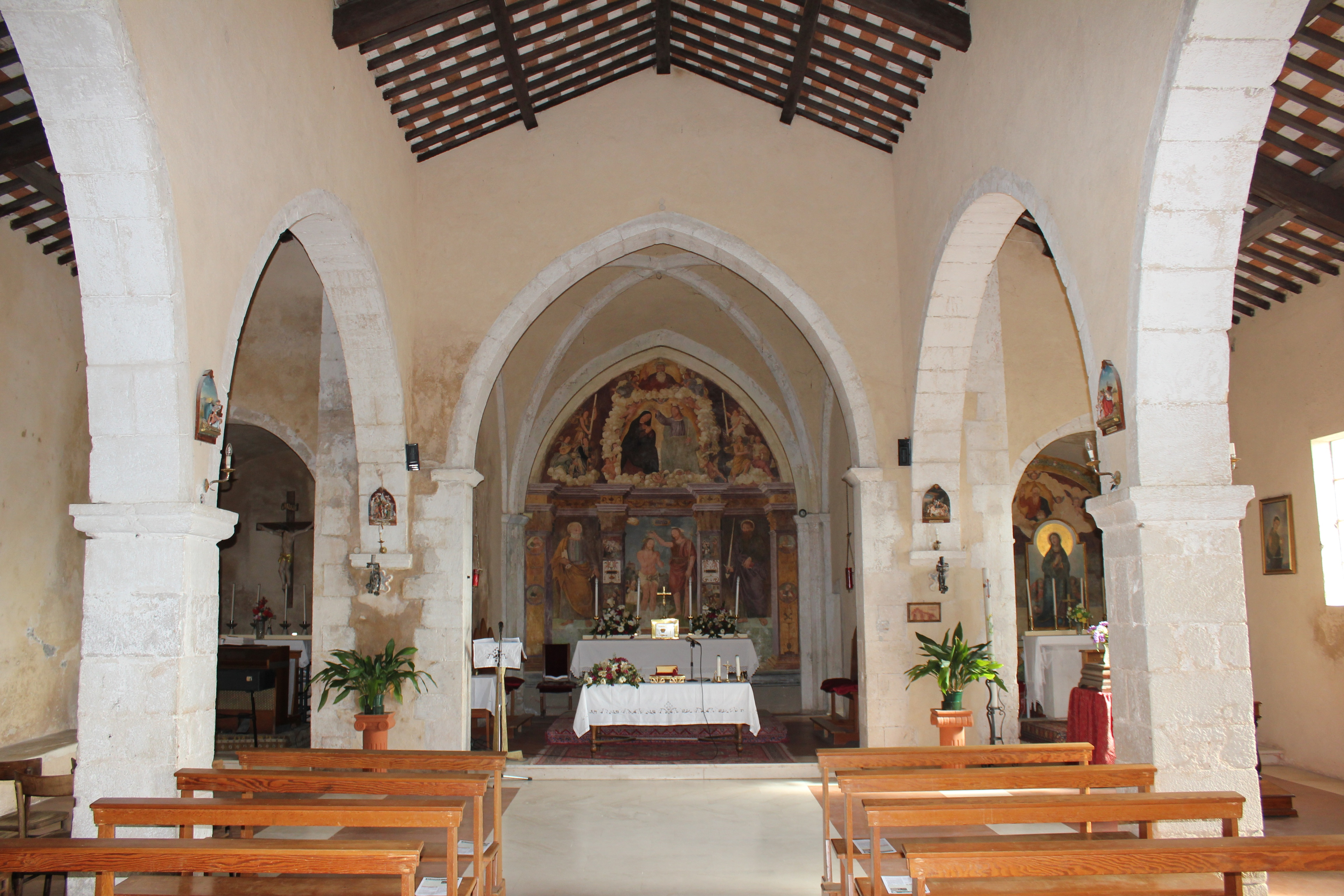
Chiesa di San Giovanni Battista, prospettiva verso l'abside

Santuario della Madonna dei BisognosiSituato al confine di Pereto con Rocca di Botte, sul monte Serra Secca (catena dei monti Carseolani). Il santuario, detto anche della Madonna del Monte, secondo la tradizione venne eretto nel 608 d.C. come una piccola chiesa. All'interno conserva la statua di Maria Santissima scolpita in legno di ulivo, proveniente da Siviglia in Spagna, con in grembo il Bambino Gesù; il crocifisso processionale donato da Papa Bonifacio IV quando vi si recò per consacrare la chiesa e per ringraziare la Madonna della sua guarigione e gli affreschi del tardo quattrocento attribuiti a quattro artisti. Alcuni di essi rappresentano scene dal giudizio universale dell'inferno e del paradiso.
Chiesa di San Giovanni BattistaEdificata con ogni probabilità a cominciare dai primi anni del XVI secolo fu completata nel 1524. Ha rappresentato per un lungo periodo un punto di riferimento per la diocesi dei Marsi i cui vescovi Maccafani provenivano da Pereto. Si caratterizza per lo stile gotico e i richiami all'arte romanica. Danneggiata dal terremoto di Avezzano del 1915 e occupata per motivi logistici dai tedeschi delle SS durante la seconda guerra mondiale è stata più volte restaurata.
- Chiesa di San Giorgio, edificata con ogni probabilità nel 1584[21].
- Chiesa di San Salvatore, alcuni affreschi e pitture del soffitto sarebbero state realizzate dal pittore aquilano Giuseppe Scarlattei[22].
- Le antiche chiese dell'Annunziata, di San Silvestro e di Sant'Antonio non sono utilizzate per il culto se non in particolari circostanze.
- Cappella della grotta dedicata alla Madonna di Lourdes situata all'interno della pineta.
- Resti dell'antica chiesa di San Pietro, faceva parte di un complesso monastico benedettino fondato prima dell'XI secolo, poiché nel 1096 fu donato all'abbazia di Montecassino dalla contessa di Carsoli Aldegrima[6].

### Architetture civili
- Palazzo Maccafani[23]
- Palazzo Vendetti (noto anche come palazzo Vendettini)[24]

### Architetture militari
Castello di PeretoLe parti del castello medievale sono state edificate in epoche diverse: un importante ampliamento si è avuto durante l'epoca federiciana. Il mastio è risalente al XII secolo; le torri, costruite successivamente, al XIV secolo. Qui fu imprigionato Rostaino Cantelmo (Restaino de Cantelmi). Il maniero appartenne alla famiglia Colonna che ne detenne il possesso a partire dalla fine del XV secolo, quando il re di Napoli donò ad essa i beni del paese. Tra il 1968 e il 1975 il nuovo proprietario Aldo Maria Arena avviò i lavori di restauro ed adattamento della fortezza che subì gravi danni in seguito al sisma del 1915, ottenendo il diploma di merito da Europa Nostra nel 1982 per la riuscita e la qualità dei lavori effettuati.

### Monumenti
- Fontanile di Fonte Vecchia.
- Monumento ai caduti di tutte le guerre, collocato in piazza don Angelo Penna.

### Siti archeologici

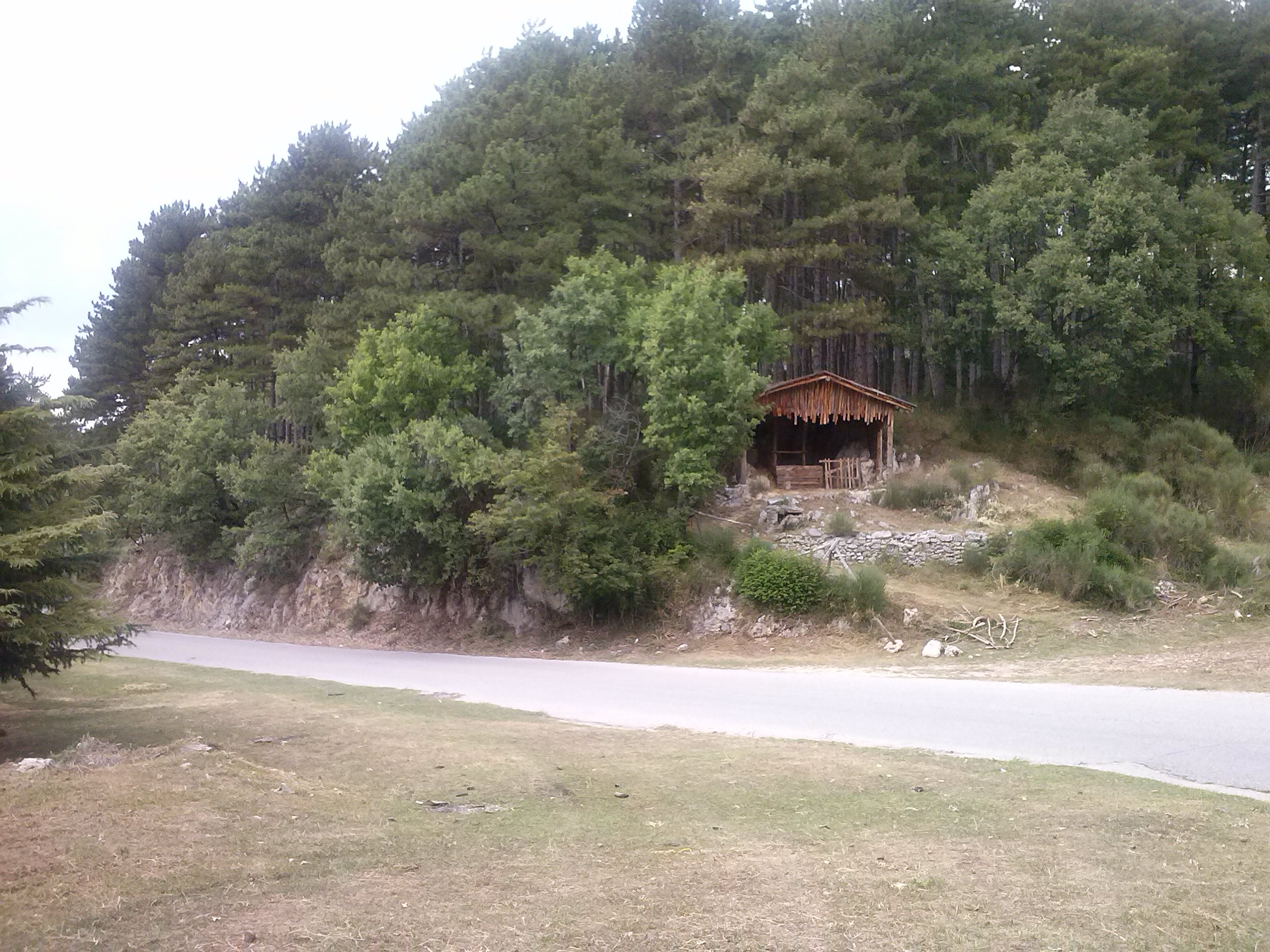
La pineta

Nel territorio comunale ci sono diversi siti d'interesse archeologico come la località valle Quartarana, dove nel 1952 emersero alcuni resti preistorici. Nel 1961, lungo la strada Pereto-Villa Romana, tornò alla luce un'anfora di terracotta, mentre in località Paleana furono rinvenute tombe di epoca romana. Lungo la strada Pereto-Rocca di Botte fu ritrovato un cippo onorario nell'anno 1979. Insediamenti umani preistorici o resti di costruzioni ed elementi di epoca protoromana sono emersi nelle località Cacume, Camposecco, Pastino, Pesantagna e Torretta.

### Aree naturali
Faggeta dei monti SimbruiniL'area, situata tra Abruzzo e Lazio, è una tra le più vaste faggete presenti in Europa. Nell'area marsicana di Cappadocia, Pereto e Tagliacozzo presenta vari accessi come quello del rifugio di Campo Catino e del pianoro carsico di Campo della Pietra, oppure quelli di Roccacerro, Camporotondo, sede della stazione sciistica del monte Cesa e Marsia, sede della stazione sciistica del monte Midia.
Pineta di PeretoSul versante sud orientale del borgo è stata impianta una pineta per diversi ettari di terreno, la cui vegetazione consiste in sempreverdi e pini neri.
SentieriNella parte alta del borgo dipartono alcuni sentieri che raggiungono le limitrofe aree montane dei monti Carseolani e del monte Morbano sul versante di Verrecchie. Mulattiere e sentieri, come il cammino di San Pietro Eremita, attraversano la piana del Cavaliere.

## Società

### Evoluzione demografica
Abitanti censiti

### Tradizioni e folclore

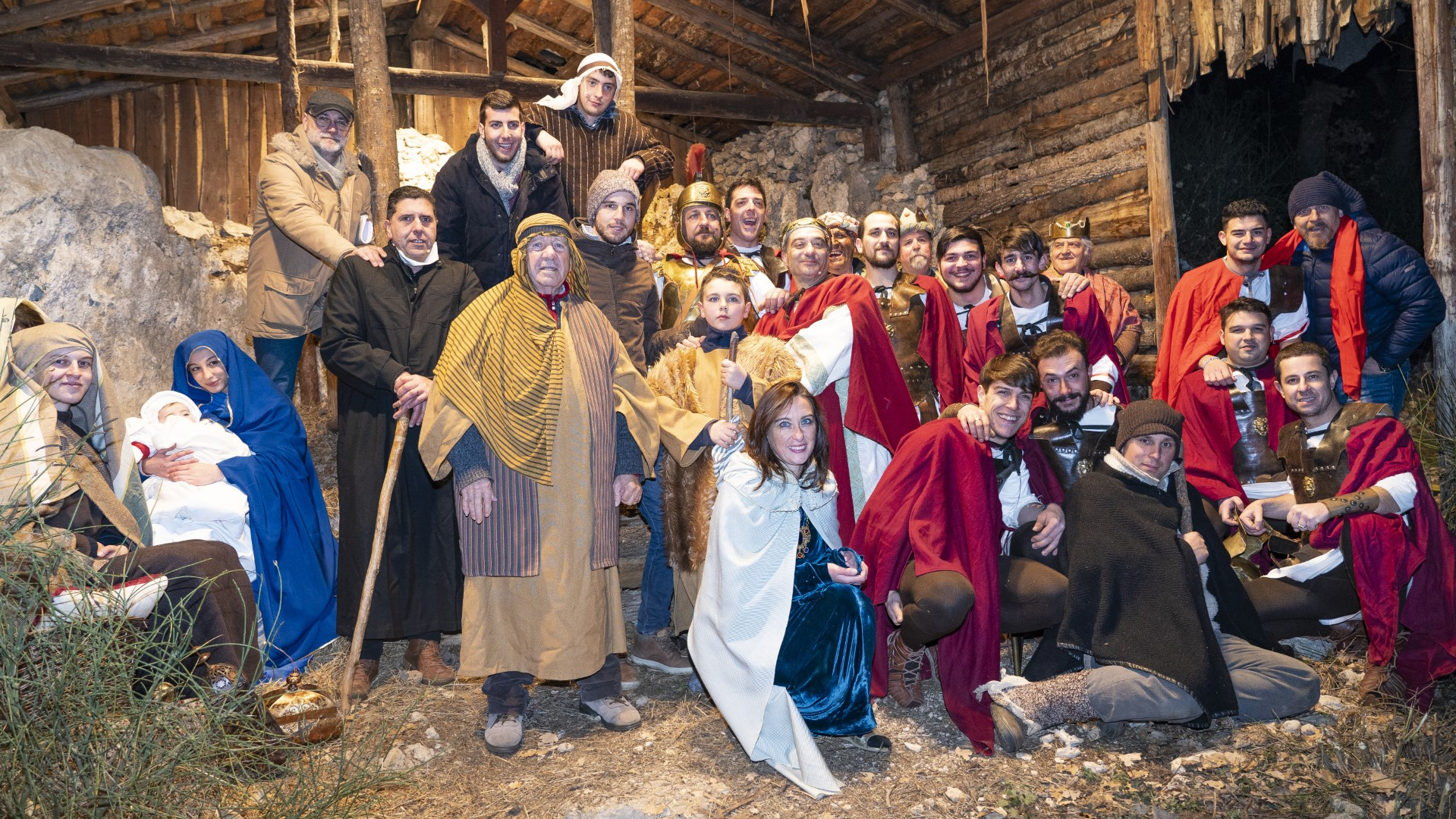
Alcuni dei partecipanti al presente vivente nella stalla della Natività

Il 23 aprile si svolgono annualmente le feste patronali in onore di san Giorgio, patrono del comune di Pereto.
Dal 1970 il 26 dicembre di ogni anno si tiene la rappresentazione del presepe vivente.

## Cultura

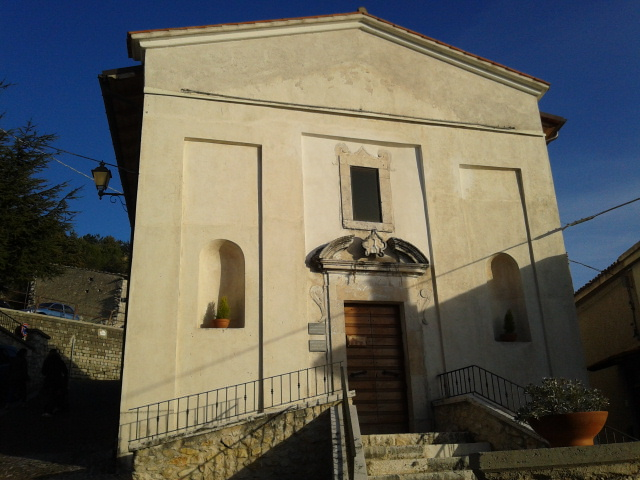
L'ex chiesa di Sant'Antonio sede della mostra permanente delle arti figurative

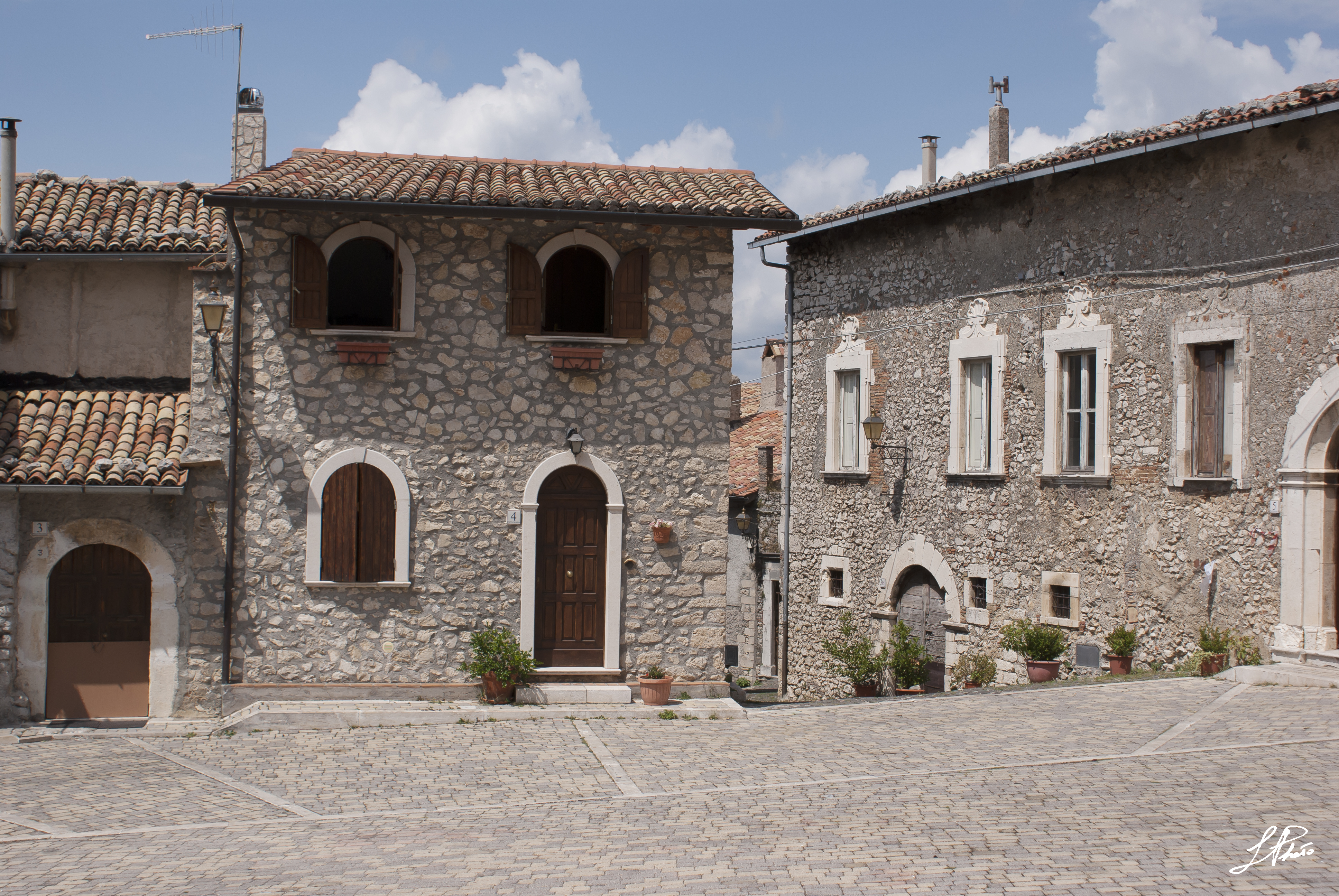
Scorcio fotografico di piazza Maccafani

### Musei
Il 23 ottobre 2021 è stata inaugurata la mostra permanente delle arti figurative presso la sala polivalente della chiesa sconsacrata di Sant'Antonio.

### Cinema
Nel 1973 alcune scene del film Milarepa della regista Liliana Cavani furono girate sulle montagne a ridosso del paese, mentre alcune panoramiche del borgo apparvero nel celebre film Ladyhawke, diretto nel 1985 da Richard Donner.
Nel 1988 e nel 2005 il castello di Pereto fu una delle location dei film Delirio di sangue (Blood Delirium), di Sergio Bergonzelli e L'anno mille, del regista Diego Febbraro.

### Eventi
- Il Premio Hombres di poesia, narrativa, giornalismo e immagine è un evento culturale nato nel 2004 nel borgo medievale di Pereto, dove si è svolto nelle prime sette edizioni. Dal 2011 cambiando formula è diventato itinerante. Di anno in anno, infatti, viene ospitato in un borgo autentico d'Italia[36].
- Il concorso internazionale di arte e letteratura Pietro Iadeluca & amici con sezioni dedicate a poesia, narrativa breve, arte e fotografia. L'evento culturale è organizzato dall'associazione culturale il cuscino di stelle - Pietro Iadeluca[37][38].

## Turismo

### Economia
Pereto fa parte dell'associazione nazionale Borghi autentici d'Italia.

## Infrastrutture e trasporti

### Strade
Pereto è collegata a Roma e all'Aquila tramite il casello di Carsoli-Oricola dell'autostrada A24 ed a Pescara ed Avezzano percorrendo l'autostrada A25 in direzione Roma. La strada provinciale 27 del Cavaliere collega il paese a Rocca di Botte e alle altre località della piana del Cavaliere.

### Ferrovie
La ferrovia Roma-Pescara serve Pereto attraverso la stazione di Oricola-Pereto, situata a Civita di Oricola.

## Amministrazione

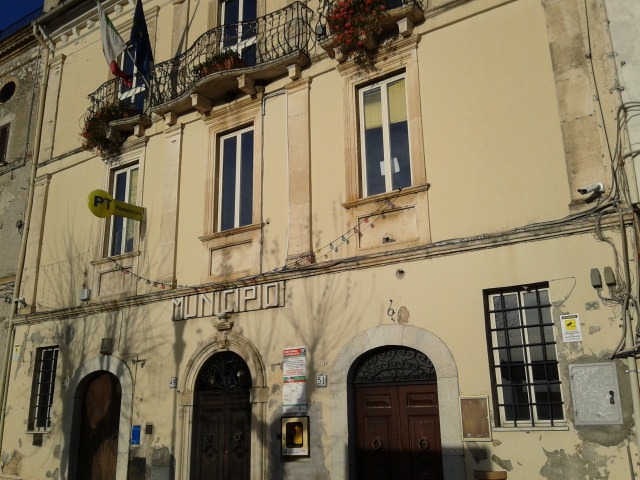
Municipio di Pereto

Sul sito del Ministero dell'interno sono disponibili i dati di tutte le elezioni amministrative di Pereto dal 1985 ad oggi.
| Periodo        | Periodo        | Primo cittadino | Partito                            | Carica  | Note |
| -------------- | -------------- | --------------- | ---------------------------------- | ------- | ---- |
| 6 giugno 1993  | 26 aprile 1997 | Enrico Ippoliti | DC                                 | Sindaco |      |
| 27 aprile 1997 | 30 maggio 2001 | Enrico Ippoliti | Lista civica di centro-destra      | Sindaco |      |
| 31 maggio 2001 | 28 maggio 2006 | Giovanni Meuti  | Lista civica                       | Sindaco |      |
| 29 maggio 2006 | 15 maggio 2011 | Giovanni Meuti  | Lista civica                       | Sindaco |      |
| 16 maggio 2011 | 4 giugno 2016  | Bruno Ranati    | Lista civica Futuro e trasparenza  | Sindaco |      |
| 5 giugno 2016  | 3 ottobre 2021 | Giacinto Sciò   | Lista civica Insieme per il futuro | Sindaco |      |
| 4 ottobre 2021 | in carica      | Giacinto Sciò   | Lista civica Insieme per il futuro | Sindaco |      |

### Gemellaggi
- Castelli[42]

## Sport
Alle porte del paese ci sono centri ippici e maneggi per la pratica dell'equitazione, il trekking a cavallo e strutture per la pratica del calcio a cinque, calciotto, tennis, pallavolo e beach volley.